# Bayubas de Abajo
Bayubas de Abajo es una localidad y también un municipio de la provincia de Soria, partido judicial de Almazán, comunidad autónoma de Castilla y León, España. Pueblo de la Comunidad de Villa y Tierra de Berlanga.

Desde el punto de vista jerárquico de la Iglesia católica forma parte de la diócesis de Osma la cual, a su vez, pertenece a la archidiócesis de Burgos. Hasta 1957 perteneció a la diócesis de Sigüenza

## Geografía

### Medio ambiente

Término municipal de Bayubas de Abajo

En su término e incluidos en la Red Natura 2000 los siguientes lugares:
- Lugar de Interés Comunitario conocido como Riberas del Río Duero y afluentes, ocupando 73 hectáreas, el 2 % de su término.[2]

## Historia
A la caída del Antiguo Régimen la localidad se constituye en municipio constitucional, entonces conocido como Bayugas de Abajo, en la región de Castilla la Vieja, partido de Almazán que en el censo de 1842 contaba con 63 hogares y 263 vecinos.
A mediados del siglo XIX crece el término del municipio porque incorpora a Bayubas de Arriba y Aguilera. 
A principios del siglo XX disminuye el término porque adquiere autonomía municipal Bayubas de Arriba. 

### Memoria histórica de la guerra civil española
Pedro López "Perico" era uno de los guardias civiles (con destino en Soria capital) encargados de llevar a cabo la represión en la provincia de Soria, era originario de Bayubas de Abajo. Se dedicaba a ir con un camión por los municipios, junto a un grupo de falangistas, recogiendo republicanos. En el término de Bayubas de Abajo se llevaron a cabo numerosos fusilamientos durante el verano de 1936. Los dos fusilamientos más importantes se realizaron una en el término de "La caseta del tío Romero" (9 fusilados de Berlanga de Duero) y otra cerca del inicio del camino de Sotocasar (unos 14 fusilados, fundamentalmente de El Burgo de Osma). Los nueve cuerpos de la fosa situada en "la caseta de tío Romero" fueron exhumados y trasladados al cementerio de Berlanga de Duero el 22 de julio de 2006, 70 años después de los terribles sucesos.
Tanto el cura "Don Eliseo" como los representantes municipales de Bayubas de Abajo se opusieron frontalmente a que hubiera actos de represión en Bayubas, aunque la amenaza era tan real que una persona "El Tío Juan Risas" se suicidó los días previos a la anunciada represión. Cuando Pedro López, los falangistas y el conductor del camión (el "Charramán" de Osma) llegaron a la plaza Mayor del pueblo y esperaron hasta que los representantes municipales y el cura, aprovechando que "Perico" había pertenecido a su cuadrilla de amistad, lo convencieron para que se marchara.
Después de 1936, "Perico" no volvió nunca más a Bayubas de Abajo, como solía hacer una vez al año para disfrutar de las fiestas patronales de Santa Águeda.

## Geografía humana

### Demografía
Cuenta con una población de 144 habitantes (INE 2024).
| Gráfica de evolución demográfica de Bayubas de Abajo entre 1842 y 2021 |
| |
| Población de derecho según los censos de población del INE Población de hecho según los censos de población del INEEntre el censo de 1857 y el anterior, crece el término del municipio porque incorpora a 42033 (Bayubas de Arriba) y 425001 (Aguilera) Entre el censo de 1930 y el anterior, disminuye el término del municipio porque independiza a 42033 (Bayubas de Arriba) |

### Población por núcleos
| Núcleos          | Habitantes (2000) | Habitantes (2010) |
| ---------------- | ----------------- | ----------------- |
| Bayubas de Abajo | 236               | 171               |
| Aguilera         | 42                | 23                |
| La Estación      | 11                | 6                 |

## Monumentos y lugares de interés
Hay documentados restos de dos villas romanas en el término de Bayubas y de otra en el de Aguilera. La Villa de El Quintanar se encuentra a 2 kilómetros del centro del pueblo en dirección norte, al oeste del camino y junto al río Bayubas.
La iglesia mantiene el ábside románico y algunos otros restos poco visibles en la reforma dieciochesca.
Quedan también a la intemperie los restos de una atalaya musulmana que comunica visualmente con el castillo de Gormaz y las atalayas de Morales, Vadorrey y Aguilera, al otro lado del Duero. Es conocida esta torre, de la que queda un pobre paredón medio derruido, como La Taina de La Hoz. A pesar de su decrepitud, todavía es posible imaginarse sun planta redonda con muros muy reforzados en la base, y no sería difícil su restauración, o al menos la consolidación de su basamento hasta los dos o tres metros de altura. Esta atalaya musulmana cuenta con un estrechamiento del diámetro de sus muros exteriores a partir de los tres metros aproximadamente. Actualmente está en estado de ruina.